# Branchiomma violacea
Branchiomma violacea är en ringmaskart som först beskrevs av Schmarda 1861.  Branchiomma violacea ingår i släktet Branchiomma och familjen Sabellidae. Inga underarter finns listade i Catalogue of Life.